# Wilhelm Seelig

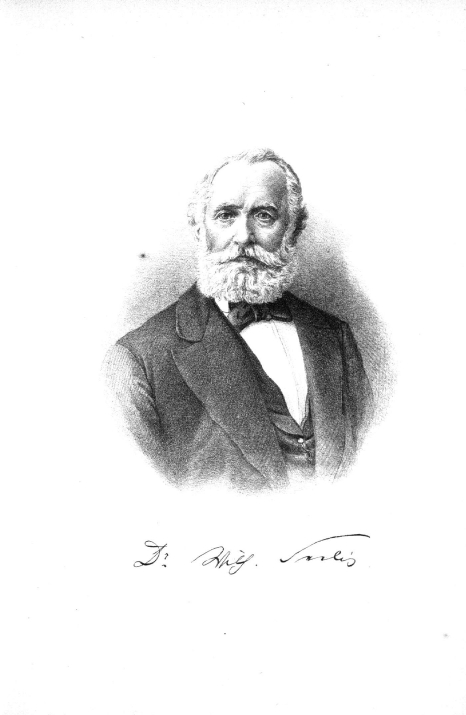
Wilhelm Seelig

Wilhelm Seelig (* 2. Juni 1821 in Kassel; † 30. Juli 1906 in Kiel) war ein deutscher Staatswissenschaftler und linksliberaler Politiker.

## Leben
Wilhelm Seelig stammte aus einer Handwerkerfamilie. Sein Vater besaß eine Schönfärberei, die die kurhessische Armee belieferte. Laut der Auskunft des Enkels Geert Seelig kümmerte sich vor allem die Mutter um das Geschäft. Der Wohlstand der Familie erlaubte es, dass sowohl Wilhelm als auch einer seiner Brüder studieren könnten.

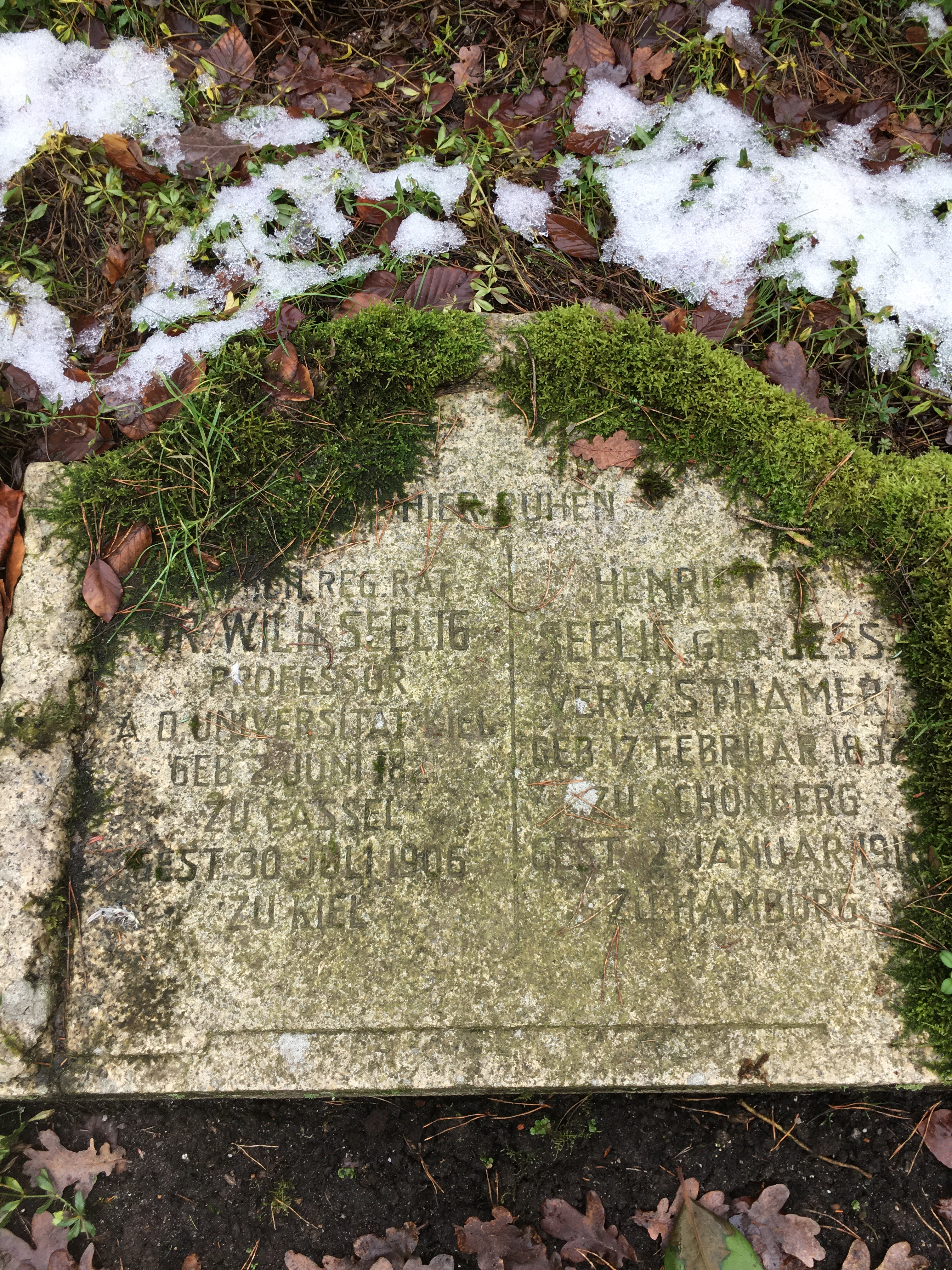
Grabplatte in der Familiengrabstätte Cramer auf dem Friedhof Ohlsdorf

Wilhelm Seelig studierte an der Philipps-Universität Marburg, an der Ruprecht-Karls-Universität Heidelberg (bei Karl Heinrich Rau) und der Friedrich-Wilhelms-Universität Berlin. Er war Angehöriger der Corps Hasso-Nassovia (1840) und Hanseatia Heidelberg (1841) und gehörte 1842 zu den Gründern der Vandalia Heidelberg. Mit einer noch auf Latein verfassten Dissertation über das Finanzsystem Jean-Baptiste Colberts wurde er an der Georg-August-Universität Göttingen zum Dr. phil. promoviert. Zunächst war er Privatdozent, dann a.o. Professor für Staatswissenschaften in Göttingen. Im Jahr 1853 wechselte er an die Albert-Ludwigs-Universität Freiburg und ein Jahr später an die Christian-Albrechts-Universität Kiel. Dort lehrte er 52 Jahre lang Nationalökonomie, Finanzwissenschaft und Statistik. Er widmete sich vor allem Zollfragen und versuchte, mit statistischen Analysen die Ausweitung des Deutschen Zollvereins zu fördern. 1895/96 war er Rektor der CAU. Von 1866 bis 1868 war er auch Leiter des Statistischen Bueros für Holstein.
Er gehörte dem ersten Reichstag des Deutschen Reiches an. Nach einer Unterbrechung wurde er 1890 erneut in das Parlament gewählt. Von 1873 bis 1893 war er auch Mitglied des Preußischen Abgeordnetenhauses, in dem er den Wahlkreis Kiel vertrat. Er war ein Gegner der preußischen Annexion Schleswig-Holsteins. Er gehörte der Deutschen Fortschrittspartei und später der Deutsch-Freisinnigen Partei an.
Wilhelm Seelig war mit Henriette von Jeß verw. Sthamer (1832–1918) verheiratet. Der Hamburger Rechtsanwalt und Autor Geert Seelig war sein Sohn. Zu seinem und seiner Familie geselligen Leben in Kiel liegen eingehende Untersuchungen vor.

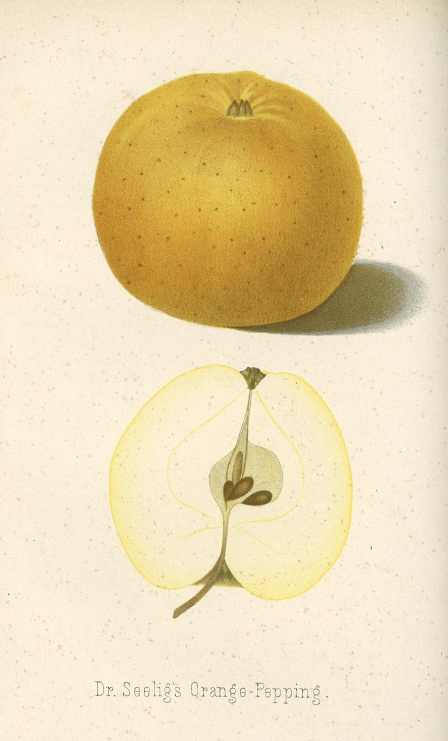
Dr. Seeligs Orangenpepping in den Pomologischen Monatsheften 1879

Seelig beschäftigte sich in seiner Freizeit mit den Themen Gartenbau und Pomologie. Ihm zu Ehren wurde die Apfelsorte Dr. Seeligs Orangenpepping benannt. Auf dem Universitätscampus Kiel ist ein Platz nach ihm benannt.
Wilhelm Seelig verstarb im Alter von 85 Jahren und wurde auf dem Hamburger Friedhof Ohlsdorf beigesetzt. Die Grabstätte liegt im Planquadrat O 12 oberhalb der Cordesallee.

## Werke
- Die Ablösung der Weideberechtigungen auf fremden Grundstücken mit besonderer Rücksicht auf das Königreich Hannover. Dieterich, Göttingen 1851
- Der preußisch-hannoversche Vertrag vom 7. September 1851 in seiner Bedeutung für Hannover. Dieterich, Göttingen 1852
- Die Verkoppelungsgesetzgebung in Hannover nebst Beschreibung der in der Feldmark von Echte ausgeführten Verkoppelung. Hannover 1852; archive.org.
- Die Zusammenlegung der Grundstücke mit bes. Beziehung auf die Gesetzgebung und das Verfahren im Königreiche Hannover. Dieterich, Göttingen 1853
- Das Verhältnis zwischen Gutsherren und Pächtern bei der Drainirung von Pachtgrundstücken. Schwers, Kiel 1857
- Schleswig-Holstein und der Zollverein. Kiel 1865; books.google.de
- Übersicht der in Schleswig-Holstein angebauten Kernobst-Sorten. Jensen, Kiel 1883.
- Die innere Colonisation in Schleswig-Holstein vor hundert Jahren. Rede zum Antritt des Rektorats der königlichen Christian-Albrechts-Universität zu Kiel 1895 (urn:nbn:de:s2w-8521).

## Manuskripte
- Nationaloeconomie. Unpublizierte Vorlesungsmitschrift von G. Muhl. Kiel, Wintersemester 1865/66 (urn:nbn:de:s2w-6538).